# وايت روك (جبال تاكونيك)
وايت روك أو الصخرة البيضاء، 2,550 قدم (780 م)، هي أعلى نقطة على خط يبلغ سبعة اميال (11كم) على خط القمم في جبال تاكونيك. وتقع التلال في زاوية الولايات الثلاثية في نيويورك وماساتشوستس وفيرمونت في مدن بيترسبرج وويليامزتاون وبونال. تحتوي التلال أيضا على العديد من الهضاب المميزة؛ واسمائها كالتالي، من الجنوب إلى الشمال: الصخور البيضاء، 2,365 قدم (721 م)؛  تل سميث، 2,330 قدم (710 م)؛ الصخرة البيضاء، أعلى نقطة 2,550 قدم (780 م)؛ وجبل بالد 2,485 قدم (757 م). يقع ثقب الثلج على طول خط التلال بين جبل بولد والصخرة البيضاء، وهو صدع يمكن العثور فيه على الثلج في فصل الصيف.

## جغرافية
تقع القمة والجانب الغربي من التلال في نيويورك، والجانب الشرقي في فيرمونت، والجانب الجنوبي الشرقي على بعد ميلين (3.2 كم) في ماساتشوستس. قمة التلال هي جزء من مرج وجزء مشجر مع التنوب الأحمر، وتنوب بولسوم، وأنواع الأشجار الخشبية الصلبة الشمالية. ويتميز أيضا بإطلالاته على وادي نهر هوسيك ووادي نهر هدسون. على بعد خمسة وثلاثون ميل (56 كم) ممر مشاة تاكونيك كريست عبر الجبل. وتوجد أجزاء من التلال داخل أراضي الحفظ المحمية، لكن الكثير منها مملوك للقطاع الخاص.
تستمر جبال تاكونيك شمالًا من سلسلة جبال الصخرة البيضاء عبر وادي نهر هوسيك مثل جبل انتوني والجنوب فوق ممر بيترسبورغ مثل جبل ريمر. حيث يحيطها سلسلة جبال الصخرة البيضاء إلى الشرق عبر وادي نهر هوسيك من الجرف الغربي للجبال الخضراء.حيث يصب الجانب الغربي من التلال في نهر ليتل هوسيك، ومن ثم نهر هوسيك ونهر هدسون ولونغ آيلاند ساوند. وايضا الجانب الشرقي يصب في نهر هوسيك. عبر ممر بطرسبورغ، والواقع على طريق نيويورك 2 / وطريق ماساتشوستس 2، حيث يقطع الفجوة بين أقصى جنوب مقبض التلال، الصخور البيضاء، وجبل ريمر، على ارتفاع 1,650 قدم (500 م).

## روابط خارجية
- مجلس بيركشاير للموارد الطبيعية.
- صندوق Rensselaer Land Trust.
- نادي تاكونيك للمشي لمسافات طويلة
- مؤسسة ويليامزتاون للأراضي الريفية
- خريطة مسار مؤسسة Williamstown Rural Lands